# Else-Marthe Sørlie Lybekk
Else-Marthe Sørlie Lybekk (Gjøvik, 11 de setembro de 1978) é uma ex-handebolista profissional norueguesa, campeã olímpica.